# Johan Eliasch
Johan Eliasch (født februar 1962 i Djursholm, Sverige) er en svensk milliardær. Han har været formand for International Ski Federation (FIS) siden juni 2021. Han var CEO for Head, der fremstillet sportsudstyr, fra 1995 til 2021, og er nu formand for selskabet. Han var Special Representative for Storbritanniens premierminister Gordon Brown i spørgsmål om afskovning fra 2007-2010.
I 2005 etablerede Eliasch Rainforest Trust og købte et område på 400.000 hektar i Regnskoven i Amazonas nær floden Madeira for at bevare det.